# Pepita Pardell Terrade
Pepita Pardell Terrade (Barcelona, 16 de marzo de 1928-Ibidem., 11 de julio de 2019) fue una animadora, dibujante, ilustradora y pintora española. Pionera del cine de animación en España. En 1945 ya trabajó en la primera película animada, en color, de Europa.

## Biografía
Hija de un mecánico aficionado a la pintura y nieta de un forjador artístico que trabajo para Antoni Gaudí, Pepita Pardell sintió desde pequeña la vocación por el arte. Recibió las primeras lecciones de dibujo del reconocido artista Antoni Comerma, amigo de la familia. Una formación que completó en los años 40 y 50 del siglo XX en la Escuela de Artes y Oficios de Barcelona, conocida como la Escuela de la Llotja Allí recibió formación de profesores como Gerard Carbonell o Pasqual Capuz. Después de una larga carrera en el mundo de la animación, el cómic y la publicidad, muere en Barcelona el 11 de julio de 2019. Ese mismo año, la Gran Enciclopèdia Catalana añadió una referencia a Pepita Pardell.

## Trayectoria
Pepita Pardell empezó su carrera en el mundo de la animación en 1944, cuando entró a trabajar en la productora Balet y Blay para formar parte del equipo de Garbancito de la Mancha (1944), el primer largometraje de animación en España y la primera película de dibujos animados en color de Europa, dirigida por Arturo Moreno. En los estudios Balet y Blay también participó en el rodaje de Alegres vacaciones (1948) y Los sueños de Tay-pi (1952).
De 1951 hasta 1962 trabajó como ilustradora, haciendo cómics de temática romántica para la Ediciones Toray. En 1962 pasó a trabajar en la productora de animación Estudios Buch-Sanjuán. Posteriormente animó para las productoras Publivisión, Pegbar Productions, Equipo y Cine Nic. A lo largo de su dilatada carrera ha trabajado para directores como Robert Balser y Jordi Amorós, el cual siempre la ha reconocido como su maestra.
Como autora, destaca el diseño y la animación del cortometraje La doncella guerrera (Julio Taltavull, 1975), restaurado por la Filmoteca de Cataluña el 2015 y que formó parte de la exposición Del trazo a el píxel. Más de cien años de animación española, exhibida por el CCCB en diciembre de 2015.
También trabajó en largometrajes como Despertaferro (1990), el primer largometraje de animación en catalán, series de televisión como Mofli, el Último Koala (1986) y producciones internacionales como El león, la Bruja y el Armario (1979), Yogi's Space Race (1978) o The Charlie Brown and Snoopy Show (1983).

## Filmografía
- 1945: Garbancito de la Mancha
- 1948: Alegres Vacaciones
- 1952: Los sueños de Tay-pi
- 1975: La doncella guerrera
- 1978: Yogi's Space Race
- 1979: El león, la Bruja y el Armario
- 1983: The Charlie Brown and Snoopy Show (series de televisión)
- 1984: Goldilocks and the Three Bears
- 1986: Mofli, el último Koala
- 1990: Despertaferro

## Premios y reconocimientos
- En 2016 la Muestra Internacional de Cine de Animación de Cataluña, ANIMAC, le otorgó el premioTrayectoria en reconocimiento a su trabajo.[16]
- En 2018 la Acadèmia del Cinema Català la nombró Miembro de Honor.[17]
- En 2018 recibió la Creu de Sant Jordi "por la singularidad de su trabajo en el mundo de la animación, como integrante del equipo que realizó el primer largometraje del Estado español en este campo y la primera película de dibujos animados en color de Europa.[18]
- En 2019 recibió el Premi Vila de Gràcia 2018 en la categoría Premio de honor a título individual "por su trayectoria en el mundo de la animación".[19]